# Hackelia cusickii
Hackelia cusickii är en strävbladig växtart som först beskrevs av Charles Vancouver Piper, och fick sitt nu gällande namn av A. Brand. Hackelia cusickii ingår i släktet Hackelia och familjen strävbladiga växter. Inga underarter finns listade i Catalogue of Life.